# Ernst Hallberg
Ernst Hallberg (n. 5 ianuarie 1894, Falkenberg, Hallands län, Suedia – d. 28 aprilie 1944, Klippan, Kristianstads län⁠(d), Suedia) a fost un sportiv ce a reprezentat Suedia, medaliat olimpic. A participat la 2 ediții ale Jocurilor Olimpice (1928, 1932) în care a câștigat o medalie de bronz.